# Martin Kind

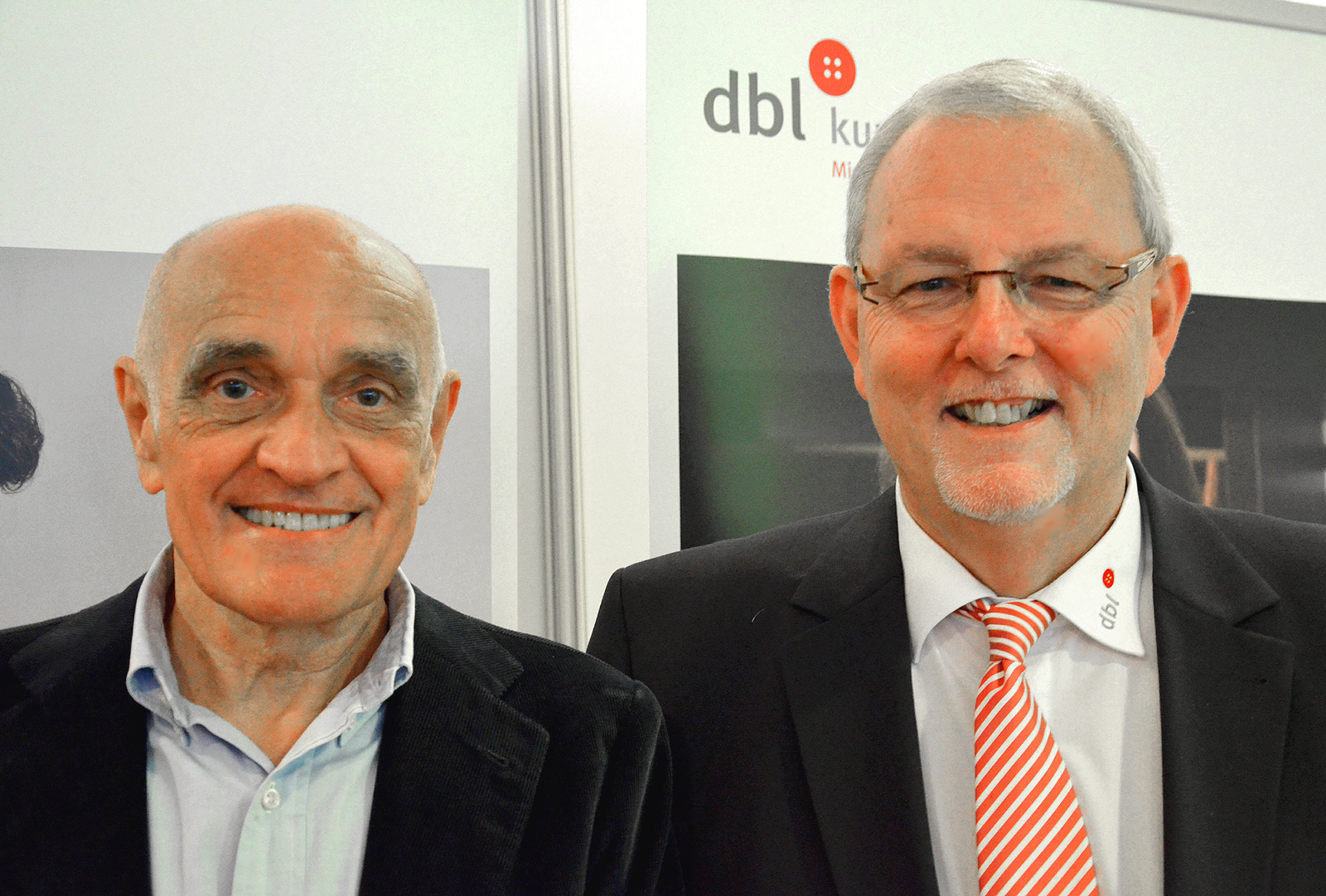
Kind (links) mit Bernd Bühmann bei der Eröffnung der Wirtschaftsmesse Hannover (2014)

Martin Kind (* 28. April 1944 in Walsrode) ist ein deutscher Unternehmer, der auch die Schweizer Staatsbürgerschaft besitzt. Er ist Eigentümer und Geschäftsführer der Kind-Gruppe mit Sitz in Burgwedel. Mit einjähriger Unterbrechung war er von 1997 bis 2019 Vorstandsvorsitzender des Hannover 96 e. V. Er war von 2006 bis 2024 Geschäftsführer der vereinseigenen Hannover 96 Management GmbH.

## Privat
Die Vorfahren von Kind stammen aus Chur in der Schweiz. Sein Großvater wanderte nach Deutschland aus, wo er heiratete. Nach seiner Geburt erhielt Kind auch einen Schweizer Pass mit Heimatberechtigung in Chur.
Kind ist verheiratet und hat zwei Söhne, Alexander, Geschäftsführender Gesellschafter der Kind-Gruppe, und Matthias, der in der Musikbranche arbeitet.

## Unternehmer
Martin Kind übernahm 1970 das von seinem Vater gegründete Hörgeräte-Fachgeschäft, Vorläufer der heutigen Kind Hörgeräte GmbH & Co. KG, das unter ihm zu einem Filial-Unternehmen entwickelt wurde und einer der Marktführer im Hörgeräte-Einzelhandel in Deutschland ist. Als einziger Anbieter fertigt sein Unternehmen einen Teil der vertriebenen Ware auch in Deutschland. Die Anteile am Unternehmen hat Kind seinem Sohn Alexander überschrieben.
Martin Kind war bis 2021 Eigentümer des Vier-Sterne-Tagungshotels Kokenhof, ebenfalls in Burgwedel.
2013 wurde sein Vermögen auf 600 Millionen Euro geschätzt, damit rangierte er auf Rang 188 der reichsten Deutschen.

## Posten bei Hannover 96
Am 26. September 1997 übernahm Kind erstmals ehrenamtlich den Vorstandsvorsitz des Hannoverschen Sportvereins von 1896 e. V. Der Verein stand nach vereinsinternen Querelen um seinen Vorgänger Utz Claassen sowie dem Abstieg in die Regionalliga sportlich und finanziell schlecht da. Unter Martin Kind gelang der Neuaufbau. Er führte die Fußballabteilung des Vereins mit striktem Führungsstil zum Aufstieg aus der Regionalliga Nord wieder in die Bundesliga.
Er war von 2006 bis 2024 Geschäftsführer der vereinseigenen Hannover 96 Management GmbH, die als Komplementärin zur Geschäftsführung der Hannover 96 GmbH & Co. KGaA berechtigt ist, in die die professionelle Fußballabteilung des Vereins seit 1999 ausgegliedert ist. Kind ist gemeinsam mit weiteren Investoren über die Hannover 96 Sales & Service GmbH & Co. KG Kommanditaktionär der Hannover 96 GmbH & Co. KGaA.
In seiner Amtszeit erfolgte der kreditfinanzierte Umbau des Niedersachsenstadions Hannover zur AWD-Arena (heute: Heinz von Heiden Arena). Damit wurden geeignete Voraussetzungen für Fußballspiele in Hannover geschaffen, beispielsweise für den Bundesligabetrieb oder Spiele während der Fußball-Weltmeisterschaft 2006. Zu Saisonbeginn 2005/2006 trat Kind mit der Begründung, die Weichen für eine erfolgversprechende Zukunft gestellt zu haben, überraschend zurück. Er übergab die Vereinsführung an Götz von Fromberg. Die Profigesellschaft wurde von den Geschäftsführern Karl-Heinz Vehling und Ilja Kaenzig geführt. Alle drei legten bereits im Juli 2006 ihre Ämter nieder. Grund waren Unstimmigkeiten mit den Investoren der Profifußballgesellschaft, darunter maßgeblich Martin Kind, über den Kurs der Profifußballgesellschaft und die Transferpolitik. Kind folgte Fromberg nach.
2014 teilte Martin Kind mit, dass er sich bis zur Saison 2017/18 vom Vorstandsvorsitz zurückziehen und in den Aufsichtsrat wechseln will. Zu diesem Zeitpunkt sollten sich die Stimmrechte an der Profifußballgesellschaft nach seiner Aussage komplett in der Hand seiner Investorengesellschaft befinden. Die kompletten vereinseigenen Kommanditaktien der Profifußballgesellschaft hat der Verein unter seinem Vorstandsvorsitzenden Martin Kind bereits an eine Gruppe von Geschäftsleuten um ihn übertragen. Entgegen dieser Aussage blieb er auch zur Saison 2017/18 noch im Amt. Er hatte im August 2017 einen Ausnahmeantrag an die DFL gestellt, der die 50+1-Regel außer Kraft setzen sollte, damit die Stimmrechte durch Investoren übernommen werden könnten. Nachdem Anfang Februar 2018 eine Entscheidung der DFL kurz bevorstand und durch die Presse angekündigt wurde, dass der Antrag wohl abgelehnt werden würde, ließ Martin Kind den Antrag ruhen. Nach der Reaktivierung seines Antrags wurde dieser von der DFL im Juli 2018 erwartungsgemäß abgelehnt. Das Präsidium der DFL kam zur Entscheidung, dass das Kriterium der „erheblichen und ununterbrochenen Förderung über 20 Jahre“ nicht erfüllt sei.
Auf der Mitgliederversammlung des Vereins am 23. März 2019 konnten sich die von Martin Kind favorisierten Aufsichtsratskandidaten nicht durchsetzen. Die vormalige vereinsinterne Opposition stellt seitdem alle fünf Aufsichtsräte. Damit endete Martin Kinds Ehrenamt im Verein. Sein Nachfolger wurde Sebastian Kramer. Seine Tätigkeit als Geschäftsführer der Profifußballgesellschaft blieb davon unberührt.
Ende Juli 2022 beschloss der Vorstand des Hannover 96 e. V. in einem einmaligen satzungsdurchbrechenden Beschluss Kinds Abberufung als Geschäftsführer der Hannover 96 Management GmbH, da er Informationen und Zahlungen vorenthalten habe. Kind klagte gegen seine Abberufung vor dem Landgericht Hannover, da zwar einerseits eine solche Entlassung im GmbH-Recht als Strukturprinzip so vorgesehen ist, andererseits im Gesellschaftsvertrag der Hannover 96 Management GmbH die Bestellung und Abberufung an einen vierköpfigen Aufsichtsrat der Gesellschaft delegiert wurde. Dieser ist gleichermaßen mit Vertretern des e. V. und der KGaA-Investoren besetzt. Das Landgericht Hannover und das Oberlandesgericht Celle erklärten die Abberufung schließlich für nichtig. In letzter Instanz urteilte der Bundesgerichtshof am 16. Juli 2024 im Sinne des Hannover 96 e. V. und hob die Entscheidungen der Vorinstanzen auf, da der Beschluss nicht nichtig, sondern lediglich durch Gesellschafter der Management GmbH anfechtbar sei und somit Kind als Fremdgeschäftsführer nicht klageberechtigt gewesen sei.

### Kontroversen

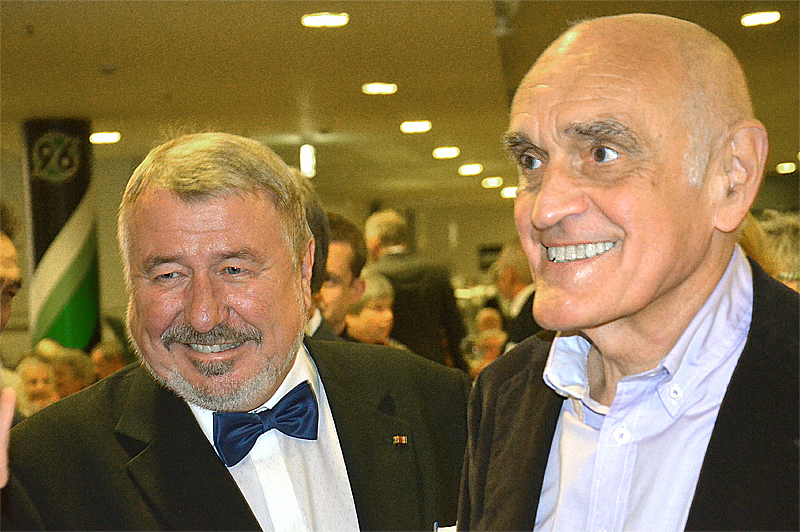
Kind (rechts) bei der Verabschiedung des Direktors der Gottfried Wilhelm Leibniz Bibliothek, Georg Ruppelt (links), im Stadion von Hannover 96 (2015)

Kind ist ein vehementer Gegner der in der Bundesliga geltenden 50+1-Regel, die als Beschränkung des Einflusses beziehungsweise der Stimmrechte von Investoren installiert wurde. Damit haben etwaige Kapitalgesellschaften (beispielsweise die Hannover 96 GmbH & Co. KGaA) nicht die Entscheidungsgewalt. Ausnahmen bilden bzw. bildeten in der Bundesliga die Werksclubs Bayer 04 Leverkusen, VfL Wolfsburg, sowie bis November 2023 die TSG 1899 Hoffenheim.
Das Ständige Schiedsgericht für Vereine und Kapitalgesellschaften der Lizenzligen entschied nach Anrufung durch Martin Kind am 30. August 2011, dass die 50+1-Regel im Kern bestehen bleibt, aber die Stichtagsregelung bezüglich der Mehrheitsbeteiligung („vor dem 1.1.1999“, Lex Leverkusen und Wolfsburg) abgeschafft werden muss. Kind hatte hingegen darauf hingewiesen, dass es durch die Ausnahmen einem systematischen Wettbewerbsnachteil gleichkomme, wenn man ihm und seinen anderen Investoren die Übernahme des Vereins verwehre.
Die Formulierung der „erheblichen und ununterbrochenen Förderung über 20 Jahre“, welche die Hauptbedingung für eine Ausnahme von der 50+1-Regel ist, wurde 2014 in den Auslegungsleitlinien definiert. Diesen Leitlinien wurde auf der Mitgliederversammlung der DFL, also auch von Hannover 96, mit 35:0 zugestimmt.
Im Februar 2018 gab Kind bekannt, dass er seinen Antrag bei der Deutschen Fußball Liga (DFL) auf eine Ausnahmegenehmigung von der 50+1-Regel ruhen lässt. Er begründet dies mit dann folgender mangelnder Einflussmöglichkeit.

„Wenn die 50+1-Regel neu gestaltet werden soll, brauchen wir keine Ausnahmegenehmigung. Das ist der Hintergrund.“

Kind kündigte seinen Rücktritt für die Saison 2017/2018 und den Fall an, dass das Nachwuchsleistungszentrum fertig gestellt und der Umzug auf das neue Vereinsgelände an der Stammestraße in Hannover abgeschlossen sei. Zu diesem Zeitpunkt wäre auch die 20-Jahre-Frist der o. g. Leitlinie abgelaufen.
Seit etwa 2013 kommt es bei Heim- und auch bei Auswärtsspielen zu „Kind muss weg“-Rufen und zum Zeigen von Spruchbändern, die die Absetzung von Kind als Vereinspräsident fordern.
Kind zog besondere öffentliche Aufmerksamkeit auf sich, als die DFL am 11. Dezember 2023 über den Einstieg eines Investors abstimmte. Medien vermuten, dass er als Vertreter von Hannover 96 entgegen der Anweisung seines Vereins gestimmt und so für die knappe Zwei-Drittel-Mehrheit zugunsten des Investors gesorgt habe. Kind ließ dies jedoch unbestätigt. Am 9. Februar 2024 sorgten Fans von Hannover 96 vor dem Hintergrund der anhaltenden Fan-Proteste gegen einen Investoren-Einstieg bei der DFL im Spiel der 2. Bundesliga gegen den Hamburger SV mit einem Banner, das Kind in einem Fadenkreuz zeigte, für einen Eklat, in dessen Vorlauf der Schiedsrichter einen Spielabbruch erwog. Wegen des Vorfalls kündigte Martin Kind an, Anzeige zu erstatten.
Während Kinds Amtszeit als Präsident (1997–2005, 2006–2016) beschäftigte Hannover 96 fünfzehn Cheftrainer und zehn Sportdirektoren.

## Auszeichnungen
2006 wurde ihm die Stadtplakette von Hannover verliehen. 2013 erhielt er den zehnten Ehrenring vom Freundeskreis Garbsen. 2018 wurde er mit der Niedersächsischen Landesmedaille ausgezeichnet.

## Mitgliedschaften
Martin Kind ist Ehrenmitglied von Lesestart Hannover.